# 가나가와촌 (돗토리현)
가나가와촌(神奈川村)은 돗토리현 히노군에 있던 촌이다. 현재의 고후정의 일부에 해당한다.

## 역사
- 1889년 10월 1일 - 정촌제 시행에 의해 히노군 가나가와촌이 성립하였다.
- 1953년 6월 1일 - 에비정, 요네자와촌과 합병해 고후정이 신설하여 폐지되었다.

## 참고문헌
- 角川日本地名大辞典 31 鳥取県
- 『市町村名変遷辞典』東京堂出版、1990年。